# 萬普
株式会社萬普，香港子公司名為「萬博」，是日本一家電子遊戲開發商和發行商。除了電子游戏外，萬普还生产玩具、钥匙圈、服装和手辦。

## 概要

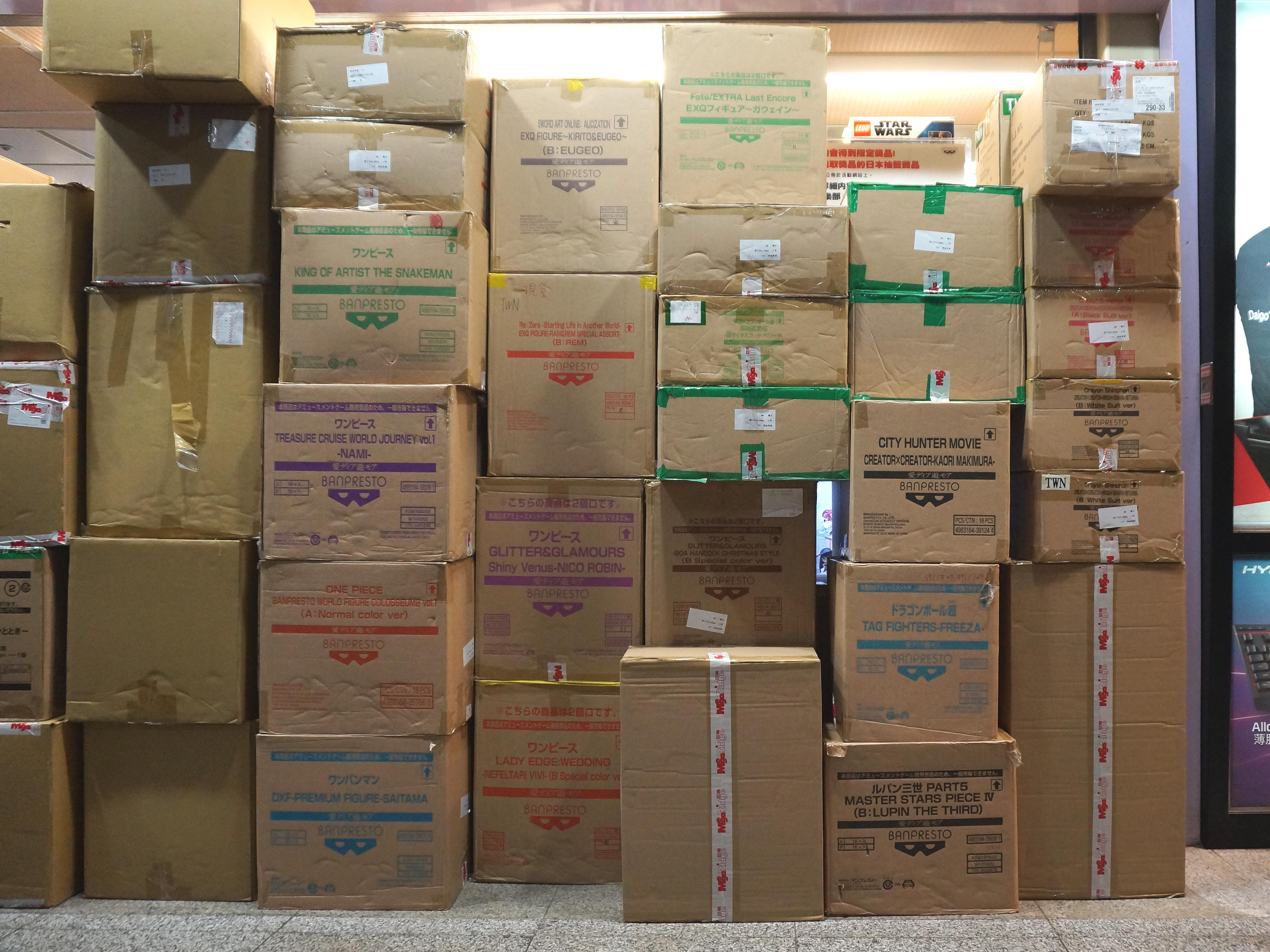
萬普商品瓦楞紙箱

1977年4月，萬普成立。1989年2月起萬普由萬代部分持有、2006年2月萬代南夢宮控股全部收购股份，2008年4月被万代南梦宫游戏合併並成立現在的萬普，公司名稱是萬代的「ban」（日文「萬」的讀音）和「presto」（音樂的「急板」）合成而來。
萬普過去发行了大量日本电子游戏，包含超级机器人大战系列和召喚夜響曲系列以及英雄挑戰系列；其他较有影响的游戏还包含蜡笔小新系列。在重新組織後，遊戲業務移至B.B.STUDIO開發、万代南梦宫游戏发行。
另外，因為其商標圖案的黑色眼罩造型，也被人稱為「眼鏡社」。

## 歷史
- 1977年4月，松田靖成立豐榮產業株式会社（Hoei Sangyo Co., Ltd.），總部設於東京都田無市。
- 1982年6月，豐榮產業改名為Coreland Technology株式会社（Coreland Technology Co., Ltd.），總部搬至東京都中野區中野。
- 1989年2月，Coreland Technology成為萬代的子公司，改名為株式会社萬普，總部搬至千葉縣松戶市，初代社長為杉浦幸昌。
- 1994年2月，萬普總部搬至東京都台東區雷門2丁目16番9號。
- 2000年10月，萬普股票在東京證券交易所第二部上市。
- 2003年3月，萬普股票改在東京證券交易所第一部上市。
- 2006年2月23日，萬代南夢宮控股收购萬普全部股票，萬普成為萬代南夢宮控股全資子公司；5月15日，萬普股票下市。
- 2007年6月，萬普總部搬至東京都品川區東品川4丁目12番2號2樓。
- 2008年4月1日，萬普被万代南梦宫游戏合併後解散，万代南梦宫控股成立現在的萬普，萬普商標由万代南梦宫游戏繼續使用。
- 2016年1月12日，萬普總部搬至東京都港區芝5丁目37番8號（住友不動產三田大樓）。
- 2018年4月1日，萬普分割便利商店等市場取向之景品事業，移交萬代Spirits（日语：BANDAI SPIRITS）。
- 2019年4月1日，萬普持有的業務、版權及品牌全部併入萬代Spirits旗下，萬普解散[2]。萬普商標由萬代Spirits繼續使用。

## 旗下公司
- 萬普販賣株式会社（Banpresto Sales Co., Ltd.）
- 萬博（香港）有限公司（Banpresto (HK) Limited）